# ¡Qué plantón!
¡Qué plantón! es un musical basado en la ecología y la idea de salvar al mundo por medio de las plantas. Las canciones al igual que la idea original fueron creadas por Memo Méndez en 1989.
A partir del mes de febrero de 2009 y a raíz del aniversario 20 de la puesta en escena, se decidió retomar esta puesta. 

## Argumento
El mundo está siendo destruido por el hombre. El creador, desde el cielo, le quita el poder de gobernar al hombre para dárselo a otros seres. Después de pensarlo por algún tiempo, decide darle la oportunidad al reino vegetal y envía a su hijo, "El Profeta" para que ellos se enteren de lo sucedido. Para ello, "El Creador" crea el invernadero más grande del mundo y les da a las plantas el poder del habla ("Vida es vida").
Las plantas, desconcertadas por hablar y cantar por primera vez, miran al profeta y escuchan sus palabras. "El profeta", a su vez, les comenta a las plantas que se encuentran a prueba para ver si son capaces de gobernar el mundo. Para poder tener ese privilegio y el poder del desplazamiento tienen que ser capaces de resolver acertijos que logran descifrar sin problemas. Sin embargo, ninguna es capaz de saber "qué es lo que todas las plantas tienen en común". 
Al no tener la respuesta del acertijo, "El Profeta" les pide que un grupo selecto vaya en búsqueda de plantas de diversos lugares. Deberán viajar por todo el mundo mientras que quienes no viajen volverán a caer en el sueño eterno. Los elegidos son "El Pino", "La Rosa", "La Orquídea", "La Hiedra Venenosa", "El Nopal" y "El Sauce Llorón".
"El Profeta" les da 1bolsas con polvos de los poderes del habla y del desplazamiento para comenzar su misión. "El Pino", para saber a dónde ir, decide despertar al sabio "Ahuehuete", ("Siempre Juntos, Todos Juntos") el cual designa al pino como líder de la misión. Esto enfurece a la Hiedra Venenosa que decide boicotearlo ("La Guerra que Jamás se Debe Perder"), sin lograrlo.
Una estrella fugaz les indica a los 6 compañeros el camino que deben tomar. ("La Misión") Estos llegan a un campo arado en el que, por accidente despiertan a "La Cebolla" ("El Sabor que a todos va a encantar"), una tierna y campirana amiga que sólo desea ser querida. Con su nueva adquisición al grupo, todos viajan a la selva ("La Misión (reprise)") y allí despiertan a "La Palmera" ("Mueve el Palmito") y al "Mango Petacón" ("La Fruta Prohibida"), una pareja que irradian alegría y sensualidad.
Sin embargo, la entrada de "El Mango" y "La Palmera" confunde a los integrantes, quienes deciden que la belleza es lo que tienen en común todas las plantas. Ellos se marchan y dejan olvidada a la Cebolla que empieza a llorar desconsoladamente. Ella, con sus lágrimas despierta a "El Hongo" y a "La Marihuana" que llegan a consolar y a convertirse en los mejores amigos de "La Cebolla" ("No Debe ser, no").
Al regresar al grupo, "La Cebolla" les comenta que la belleza no es lo que todos tienen en común. Esto, ente otras cosas, desata una batalla campal que sólo se calma con los efectos que "El Hongo" y "La Marihuana" utilizan para detener el pleito ("Al Otro Lado del Espejo").
Al regresar del trance ("Del Otro lado del espejo"), las plantas son castigadas por el profeta ("Ten Piedad") que los condena a vivir y sufrir en el desierto ("En El Desierto"). Ellos, al querer encontrar agua, despiertan a "El Cacto", el cual está dispuesto a unírseles a cambio de los polvos mágicos para así usarlos a su beneficio, pero "El Pino" no acepta.
El grupo, muerto de sed y a punto de morir, se arrepiente de todo lo que ha estado ocurriendo últimamente ("Si Tu Estás") y se quedan dormidos. "La Hiedra", sin embargo, traiciona al grupo ("La Traición") y le da los polvos a "El Cacto" ("Los Caramelos a un Niño"), el cual, a su vez, la traiciona y la deja varada en medio del desierto. Más tarde, todas las plantas encuentran a la Hiedra espinada, maltratada y arrepentida por haber traicionado a sus amigos.
Las plantas de la misión perdonan a "La Hiedra" y siguen su camino hasta que llegan al final del desierto y encuentran a "El Cacto" y a sus hermanos muertos, confundidos, avanzan hasta llegar a la ciudad.
La contaminación de la ciudad no los deja vivir y están muriendo. Ellos utilizan los últimos polvos que les quedaban en una planta de plástico que no sirve de nada. Devastados, comienzan a morir lentamente. "La Hiedra" se esfuerza pidiéndoles perdón ("Pedir Perdón"), esto provoca que expida oxígeno y reanime un poco a sus amigos. Así, en medio de la desesperación se dan cuenta de que lo que todas las plantas tienen en común es que producen oxígeno ("El Oxígeno"), por lo que produce más y más hasta volver a la vida.
De repente, todos se encuentran nuevamente en el invernadero con todas las plantas que estaban dormidas. Todos están felices con su logro y están convencidos de que ellos tienen el poder de gobernar, pero "El Pino", contrario a todos, rechaza el hecho de gobernar el planeta ya que tiene la esperanza de que los humanos recapaciten. Al final, todas las plantas aceptan que tiene razón ("El Héroe de esta Función"). "El Creador" coincide con "El Pino" y devuelve a todas las plantas a su estado inmóvil en el invernadero.

## La ambientación
¡Qué plantón! se desarrolla en diversos escenarios rurales y urbanos. Todo comienza en el cielo para después llegar al invernadero, el campo arado, la selva, el desierto y finalmente, la ciudad. Toda la ambientación carece de la presencia del hombre con excepción de la ciudad. En este caso, se justifica desde el principio de la obra diciendo que los poderes del creador los protegerían para que el hombre no viera a los integrantes de la misión. Concluyendo en que no se tendría que hacer mucho porque el hombre de todas maneras no se daba cuenta de nada.

## El Equipo 2009
- Idea original y Música
  - Guillermo Méndez

- Productoras
  - Laura Baqué
  - Lily Garza
- Productores asociados
  - Ivonne Méndez
  - Kazu Kataoka

- Directores
  - Guillermo Méndez.......Director artístico
  - Chacho Gaytán..........Director musical

- Autor del libreto
  - Guillermo Méndez y Marina del Campo

- Letra de las canciones
  - Guillermo Méndez y Marina Del Campo.

- Coreografía
  - Héctor Herrera

- Diseñadores
  - Iori Delgado.....Diseñador de escenografía
  - Diego Espinoza.......Diseñador de vestuario
  - Manolo Toledo.......Diseñador de iluminación
  - Isaías Jáuregui.......Diseñador de audio
  - Carlos Rivas..........Diseñador de vuelos
  - Bernardo Vázquez...Diseñador de maquillaje
  - Eliezer González....Diseño gráfico
  - Hugo Gómez.........Diseñador de efectos especiales

- Gerencia de producción
  - Ximena Marín

### Reparto original de 1989
La producción original corrió a cargo de Juan Canedo y Morris Gilbert
Estrenaron la obra:
- Manuel Landeta.....El Pino
- Susana Zabaleta.....La Orquídea
- Lolita Cortés.....La Hiedra venenosa
- Susana Cazares..... La Rosa
- Gerardo González.....El Sauce
- Mario Bezares.....El Nopal
- María Elena Saldaña.....La Cebolla
- Angelita Castany.....La Palmera
- Enrique Ferreol.....El Mango
- Enrique del Olmo.....El Profeta
- Ángel Casarín.....El Ahuehuete
- Héctor Mújica.....El Hongo
- Eugenio Montessoro.....La Marihuana
- Héctor Ortiz.....El Cacto
- ((Diana Avellaneda )).....La Piña
- ((Emilio Vega)).....Planta Narcótica y otras especies
- ((Carmen Durand)).....Planta Narcótica y otras especies
- ((Paulino del Angel)).....Planta Narcótica y otras especies

### Reparto 2009
El 8 de abril, un diario de circulación nacional dio los nombres de algunos de los actores que actuarán en la obra y sus posibles papeles , 
El 29 de abril, Alan Estrada, en el programa Al sabor del Chef confirmó su participación en la obra. Además, adelantó que la fecha de estreno es el 16 de julio.
Elenco que se encuentra desde su estreno el 16 de julio:
- María José / Ana Cecilia Anzaldúa.....La Hiedra Venenosa
- Alan Estrada.....El Pino
- Majo Pérez.....La Orquídea
- José Daniel Figueroa.....El Nopal
- Mar Contreras.....La Rosa
- Tomás Castellanos.....El Sauce
- Luis René Aguirre.....El Ahuehuete
- Alejandra Ley / Lupita Sandoval.....La Cebolla  (enlace roto disponible en Internet Archive; véase el historial, la primera versión y la última).
- Raquel Bigorra.....La Palmera
- Raúl Tamez/Lenny de la Rosa.....El Mango
- Jano Fuentes.....La Marihuana
- Rogelio Suárez.....El Hongo
- José Roberto Pisano.....El Cacto
- Rubén Cerda.....El Profeta
- Mónica Garza.....La Piña

La puesta contará con un elenco base y una serie de invitados. Algunos que ya se han mencionado son Raquel Bigorra, Sheyla, Ana Brenda Contreras y Adrián Uribe. Los productores también tienen pensadas apariciones especiales del elenco original de la obra, incluidos Manuel Landeta (como El Pino o el Mango), Susana Zabaleta (La Orquídea) y la propia Lolita Cortés (La hiedra). 

## Canciones

### Canciones del primer acto
| Canción                            | Cantada por              |
| ---------------------------------- | ------------------------ |
| Vida es vida                       | El profeta y la compañía |
| Siempre Juntos, todos juntos       | El ahuehuete y la misión |
| La guerra que jamás se debe perder | La Hiedra                |
| La misión A*                       | La misión                |
| El sabor que a todos va a encantar | La cebolla               |
| La misión (reprise) B*             | La misión                |
| Mueve el palmito                   | La palmera               |
| El fruto prohibido                 | El mango petacón         |
| No debe ser, no                    | El hongo y la marihuana  |
| Al otro lado del espejo            | La misión                |

### Canciones del segundo acto
| Canción                             | Cantada por                         |
| ----------------------------------- | ----------------------------------- |
| Del otro lado del espejo/Ten Piedad | El profeta, el hongo y la marihuana |
| El desierto                         | La misión                           |
| Si tú estás                         | El sauce, El Nopal y la orquídea    |
| La traición                         | La hiedra                           |
| Los caramelos a un niño             | El cacto                            |
| Pedir Perdón                        | La hiedra                           |
| El oxígeno                          | La misión y compañía                |
| El héroe de esta función            | El pino y la compañía               |

- La primera versión de La misión A', en el primer acto, es cantada por los miembros iniciales de la misión (El Pino, la Rosa, la Orquídea, el Sauce, la Hiedra y el Nopal).  La canción La misión B contiene a los mismos miembros, pero con la inclusión de La Cebolla. A partir de Al otro lado del espejo y hasta el final de la obra, la misión la integran todos sus miembros(incluidos La Palmera, el Mango, el Hongo y la Marihuana). El Ahuehuete. y otras plantas no forman parte de la misión, aunque si ayudan a sus integrantes.

### Escenarios de las canciones del Acto I
EL INVERNADERO

1. Vida es vida

2. Siempre juntos, todos juntos

3. La guerra que jamás se debe perder

4. La misión A

EL CAMPO ARADO

5. El sabor que a todos va a encantar

6. La misión B

LA SELVA

7. Mueve el palmito

8. La fruta prohibida

9. No debe ser, no

10. Al otro lado del espejo

### Escenarios de las canciones del Acto II
LA SELVA

11. Del otro lado del espejo/Ten piedad

EL DESIERTO

12. Y el desierto se hizo

13. Si tu estás

14. La traición

15. Los caramelos a un niño

LA CIUDAD

16. Pedir perdón

17. El oxígeno

18. El héroe de esta función